# Mario Fubini
Mario Fubini (* 18. März 1900 in Turin; † 29. Juni 1977 ebenda) war ein italienischer Romanist, Französist und Literaturwissenschaftler.

## Leben und Werk
Fubini studierte in Turin bei Ferdinando Neri und war Gymnasiallehrer in Sanremo, Carmagnola und Turin. Er habilitierte sich 1929 und lehrte von 1934 bis 1937 als Vertreter von Michele Barbi in Florenz.
1937 wurde er auf den Lehrstuhl für italienische Literatur nach Palermo berufen, fiel aber als „Jude“ unter die italienischen Rassengesetze und wurde 1938 von seiner Professur entfernt. Er publizierte unter verschiedenen Pseudonymen. 1943 floh er mit seiner Familie vor den Nationalsozialisten in die Schweiz. Er war in Mürren interniert und lehrte in dem als ‘Fakultät von Mürren’ bezeichneten Hochschullager, wo fast 300 Internierte studierten.
Nach Ende des Krieges lehrte er zuerst in Triest, dann von 1948 bis 1967 an der Universität Mailand (in dieser Zeit auch als Lehrbeauftragter an der Università Commerciale Luigi Bocconi in Mailand), schließlich noch bis zu seinem Tod an der Scuola Normale Superiore di Pisa.
Fubini war Mitherausgeber der Zeitschrift Giornale storico della letteratura italiana und Mitglied der Accademia dei Lincei
(korrespondierendes Mitglied 1947, socio nazionale seit 1953). Der Accademia della Crusca gehörte er seit 1947 als korrespondierendes und sei 1970 als Vollmitglied an.

## Werke (Auswahl)
Der Verbundkatalog der italienischen Bibliotheken (http://www.sbn.it/opacsbn/opac/iccu/free.jsp) hält zu Fubini über 500 Einträge bereit.

### Von Dante zur Renaissance

#### Dante
- Due studi danteschi, Florenz 1951
- Il peccato di Ulisse e altri scritti danteschi, Mailand 1966
- (Hrsg. mit Ettore Bonora) Antologia della critica dantesca, 1966

#### Nach Dante
- (Hrsg.) Giovanni Boccaccio, Il Decamerone, 1950
- Studi sulla letteratura del Rinascimento, Sansoni, Florenz 1958, Florenz 1971
- (Hrsg.) Torquato Tasso, Aminta, 1967
- (Hrsg.) Francesco Guicciardini, Ricordi, 1977

### Alfieri
- Vittorio Alfieri. Il pensiero, la tragedia, Florenz 1937; 1953²
- Ritratto dell'Alfieri e altri studi alfieriani, Florenz 1951; 1967²
- (Hrsg. mit Arnaldo Di Benedetto) Vittorio Alfieri, Opere,  1977

#### Weiteres 18. Jahrhundert
- Studi sulla critica letteraria nel Settecento, Florenz 1934
- Stile e umanità di Giambattista Vico, Bari 1946; Mailand 1965²
- Dal Muratori al Baretti. Studi sulla critica e sulla cultura del Settecento,  Bari 1946
- Il Parini e il Giorno, Mailand 1952
- Dall'Arcadia al Parini. Lezioni raccolte, Mailand 1952
- (Hrsg.) La cultura illuministica in Italia, 1957
- (Hrsg. mit Bruno Maier) Lirici del Settecento, 1959
- (Hrsg.) Giuseppe Parini, Il Giorno, le Odi e poesie varie, 1963
- (Hrsg.) Giambattista Vico, Autobiografia, 1965
- (Hrsg.) Pietro Metastasio, Opere, 1968

### Foscolo
- (Hrsg.) Ugo Foscolo, Saggi letterari, 1926
- Ugo Foscolo. Saggi. Studi. Note, Turin 1928, Florenz 1962, 1967, 1988
- (Hrsg.) Ugo Foscolo, Prose varie d'arte, 1936
- Lettura dell'Ortis, Mailand 1947
- Lettura della poesia foscoliana, Mailand 1949
- Foscolo minore, Rom 1949
- Lettura della poesia foscoliana, Mailand 1954
- Ortis e Didimo. Ricerche e interpretazioni foscoliane, Mailand 1963

#### Weiteres 19. Jahrhundert
- (Hrsg. mit Emilio Bigi) Giacomo Leopardi, Canti, Turin 1930, 1974, 1986
- (Hrsg.) Giacomo Leopardi, Operette morali, seguite da una scelta dei Pensieri, 1933; 1948²
- Romanticismo italiano. Saggi di storia della critica e della letteratura, Bari 1953; 1960²
- (Hrsg.) Carlo Cattaneo, Scritti critici, 1954
- (Hrsg. mit Remo Ceserani) Giosuè Carducci, Poesie e prose scelte, 1968
- Tre note manzoniane, Florenz 1977